# 迈希尔-尼罗德定理
在形式语言理论中，Myhill–Nerode 定理提供了一个语言是正则语言的必要和充分条件。它近乎专门的被用来证明一个给定语言不是正则的。
这个定理得名于 John Myhill 和 Anil Nerode，他们于1958年在芝加哥大学证明了这个定理。

## 定理陈述
给定一个字母集 (alphabet) {\displaystyle \Sigma } 以及其生成的语言 (language) {\displaystyle L\subseteq \Sigma ^{*}}，我們先來定義兩個字串 {\displaystyle x,y\in \Sigma ^{*}} 之間彼此的關係：如果對於所有的後接字串 {\displaystyle z\in \Sigma ^{*}} (注意！{\displaystyle z} 可以是空字串) 都會讓 {\displaystyle xz} 和 {\displaystyle yz} 同時屬於或不屬於 {\displaystyle L}，那麼我們說 {\displaystyle x} 和 {\displaystyle y} 不可區分 (indistinguishable)；相反地如果存在某個後接字串 {\displaystyle z\in \Sigma ^{*}} 讓 {\displaystyle xz} 和 {\displaystyle yz} 其中一個屬於而另外一個不屬於 {\displaystyle L}，則我們說 {\displaystyle x} 和 {\displaystyle y} 是可區分的 (distinguishable)。如果 {\displaystyle x} 和 {\displaystyle y} 不可區分，我們說它們滿足關係 (relation) {\displaystyle R_{L}}，數學式子寫成 {\displaystyle x\ R_{L}\ y}。我們也很容易证明這種關係是種等价关系 (equivalence relation)，因此它可以把 {\displaystyle \Sigma ^{*}} 划分成一个或多个等价类 (equivalence class)。
Myhill–Nerode 定理声称一套語言 {\displaystyle L} 是正規的「若且唯若」{\displaystyle \Sigma ^{*}} 被 {\displaystyle R_{L}} 所切分出的等价类数目是有限的，此外這個等價類數量又恰好是可辨識 {\displaystyle L} 的最小 DFA 的狀態數量。在詳細的證明中「一個等價類會恰好對應到最小 DFA 裡的一個狀態」，如果先給定一个自动机，则任意兩個能驱使它走到同一個状态的字串 {\displaystyle x} 和 {\displaystyle y} 必在同一个等价类中；如果先給定一個等价类划分，那可以轻易地构造出一个自动机使其状态恰好對應到等价类。

## 定理證明
- 方向一：如果 {\displaystyle \Sigma ^{*}} 被 {\displaystyle R_{L}} 所切分出的等价类数目是無限多的，那麼語言 {\displaystyle L} 無法正規

這個方向比較簡單，我們只要證明一個引理 (lemma)：可辨識 {\displaystyle L} 的 DFA 狀態數量必須不小於等價類數目即可，而這可以使用反證法 (鴿籠原理) 說明。如果 DFA 狀態數量少於等價類數量，那代表必定有兩個不屬於同一個等價類的字串 {\displaystyle x} 和 {\displaystyle y} 會引導 DFA 到同一個狀態，如果它們又繼續有後接字串 {\displaystyle z}，就會讓 {\displaystyle xz} 和 {\displaystyle yz} 也走到同一個狀態，如此一來根據定義，{\displaystyle x} 和 {\displaystyle y} 應該要屬於同一個等價類，造成矛盾，因此 DFA 狀態數量必須不小於等價類數目。由這個結論可以推得，當等价类数目無限多時，這個 DFA 的狀態數量也必須是無限多，和「有限」狀態機的定義矛盾，換句話說我們找不到一台 DFA 可辨識 {\displaystyle L}，因此 {\displaystyle L} 不正規。
- 方向二：如果 {\displaystyle \Sigma ^{*}} 被 {\displaystyle R_{L}} 所切分出的等价类数目是有限的，那麼必存在一台同等數量狀態的 DFA 可辨識 {\displaystyle L} 使其正規

我們先構造出一台 DFA，先假設它的每一個狀態都剛好代表一個等價類 (也就是一個狀態承裝一個等價類裡的所有字串，從起點開始輸入該字串務必到達該狀態)，而轉移函數的決定方式就是從一個狀態隨意抓取一個代表字串，看看它吃了一個字母之後的字串會落在哪個狀態裡面，就讓它走去那裏。這個走向會唯一，理由很簡單可以自己想。對於每個狀態和每個轉移字母都窮舉一遍，最後再觀察哪些狀態包含了被接受的字串，直接讓它們變成終點態 (final state)。一個等價類裡如果有一個字串被接受，那同一個類裡的所有其他字串也會通通被接受，因為根據定義，後接字串可以是空字串。到目前為止，我們有了一定數量的狀態 (圓圈圈)、所有的轉移函數、一個唯一的起點 (看空字串在哪裡即可)、所有的終點，是一台合法的 DFA。現在的問題是，要怎麼證明這台 DFA 能確實辨識 {\displaystyle L}，也就是說對於任意字串輸入都能驅使 DFA 走到我們當初賦予每個狀態必須各自代表一個等價類的任務？
這必須對字串輸入的長度作數學歸納法才能證明。如果字串輸入長度為 0，也就是空字串，那它必須留在起點，而我們起點的取法就剛好是看空字串的位置，所以輸入為空字串時的狀態落點正確；如果對於所有長度不超過 {\displaystyle \ell } 的字串輸入，它們的狀態落點皆正確，那麼對於任何長度為 {\displaystyle \ell +1} 的字串輸入 {\displaystyle w}，皆可分解為 {\displaystyle w=ua}，其中 {\displaystyle u} 的長度為 {\displaystyle \ell } 而 {\displaystyle a} 的長度為 {\displaystyle 1} (字元)，走完 {\displaystyle u} 之後的落點根據假設是正確的，剩下的一個字元 {\displaystyle a} 根據我們上述決定轉移函數的方式，自然也會繼續走向我們當初所期望的落點；如此依序遞迴下去，就能說明對於任意字串輸入，這台 DFA 確實能妥善的把 {\displaystyle \Sigma ^{*}} 裡的每個字串分到正確的類別，並決定接受與否。於是乎我們根據這個 {\displaystyle R_{L}} 創造了一台能辨識 {\displaystyle L} 的 DFA，而且這台 DFA 的狀態數量剛好就是 {\displaystyle \Sigma ^{*}} 被 {\displaystyle R_{L}} 所切分出的等价类數量。

## 用途和结论
Myhill–Nerode 定理的一个结论是语言 L 是正则的(就是说可被有限状态机接受)，当且仅当 RL 的等价类的数目是有限的。
直接推论是如果一个语言定义等价类的无限集合，它就不是正则的。这个推论经常被用来证明一个语言不是正则的。
例如，由可以被 3 整除的二进制数组成的语言是正则的。有三个等价类 3 - 被 3 除的时候余数是 0, 1 和 2 的数。接受这个语言的极小自动机有对应于等价类的三个状态。
再給一例，我們想說明 {\displaystyle A=\{0^{n}1^{n}:n\geq 0\}} 不是正規的。原因是，給定任意兩個不同長度的 {\displaystyle 0} 字串，我們都能接上一個後接字串將這兩個字串分辨開來，舉例來說，給定 {\displaystyle 000} 和 {\displaystyle 00000}，我們就能接上 {\displaystyle 111} 讓 {\displaystyle 000111} 合法而 {\displaystyle 00000111} 不合法。所以有無限多個字串 {\displaystyle 0}、{\displaystyle 00}、{\displaystyle 000}、{\displaystyle 0000}、... 等彼此之間都是可分辨的，這意味著需要無限多個狀態的自動機才能辨識這個語言，和正規語言定義矛盾，因此 {\displaystyle A} 不是正規語言。

## 引用

### 一般參考
- John E. Hopcroft and Jeffrey D. Ullman, Introduction to Automata Theory, Languages and Computation, Addison-Wesley Publishing, Reading Massachusetts, 1979. ISBN 0-201-02988-X. (See chapter 3.)
- Tom Henzinger, Lecture 7: Myhill–Nerode Theorem (2003)